# Scalar (toán học)

Scalar là các số thực dùng trong đại số tuyến tính, đối ngược với vectơ (toán học và vật lý). Hình này thể hiện một vectơ. Tọa độ x and y là các scalar vì x và y chỉ đặc trưng cho độ lớn giá trị. Tuy nhiên, v không phải là scalar mà là một vector, ngoài độ lớn, v có hướng, theo mũi tên trong hệ tọa độ Descartes như trong hình.

Một scalar (hay còn gọi là vô hướng) là một phần tử của một trường đại số được dùng để định nghĩa một không gian vectơ.  Một định lượng được mô tả bởi nhiều scalar, chẳng hạn như có cả có hướng và độ lớn, được gọi là một vectơ. Khi đó, có thể hiểu một scalar chỉ có độ lớn chứ không phải hướng.
Trong đại số tuyến tính, các số thực và các phần tử khác của một trường là các scalar và liên quan đến các vectơ trong một không gian vector thông qua toán tử nhân scalar, trong đó một vectơ có thể được nhân với một số nào đó để sản sinh ra một vectơ mới.
Một ví dụ dễ hiểu nhất là một con số riêng lẻ như số 5 được xem là một scalar. Tuy nhiên nếu chúng ta đặt số 5 này cùng với các con số khác như 6, 7 trong cách thể hiện tập (5, 6, 7) hay mảng [5, 6, 7] thì lúc này không phải là scalar mà là một vector.